# Matthew Locke
Matthew Locke (Exeter, c. 1621 o 1622 – Londres, agosto de 1677) fue un compositor del Barroco inglés.

## Biografía
Locke fue corista de la catedral de Exeter entre 1638 y 1641, donde estudió con Edward Gibbons. Entre 1641 y 1651 estuvo exiliado en Holanda, posiblemente en compañía de otros realistas. 
De vuelta en Inglaterra, Locke, con Christopher Gibbons (el hijo de Orlando), compuso la partitura para Cupid and Death, ("Cupido y la Muerte") una masque de 1653 por el dramaturgo de la época carolina James Shirley. Su partitura para esa obra es la única partitura que ha sobrevivido de una obra dramátca de aquella época. Locke fue uno del quinteto de compositores que proporcionaron música para The Siege of Rhodes (1656), la temprana ópera que significó un gran paso adelante de Sir William Davenant. Locke escribió música para las posteriores óperas de Davenant, The Cruelty of the Spaniards in Peru ("La crueldad de los españoles en Perú", 1658) y The History of Sir Francis Drake ("La historia de sir Francis Drake", 1659).   Escribió música para la marcha procesional de la coronación de Carlos II.
Se cree que vivió cerca de Hereford hasta 1660. Después de la restauración, en 1660 es nombrado compositor real, y escribe música para la coronación de Carlos II de Inglaterra, luego de la era de Richard Cromwell . 
En 1662 es nombrado organista de la reina. Su personalidad difícil y vengativa lo envolvió en diversas controversias en sus últimos años. Igualmente fue amigo directo de Henry Purcell, quien lo sucedería como compositor real y a quien influyó notablemente en el estilo musical. También trabajó asociado con compositores como John Playford, Cristopher Gibbons y Henry Lawes.

## Obra
Locke escribió una importante cantidad de himnos, motetes, piezas vocales para servicios litúrgicos, obras dramáticas y música de danza. También es autor de un tratado de música, titulado "Melothesia". 
Resumen de sus principales obras: 
- Cupid and death (Cupido y muerte), música de escena escrita en colaboración con Christopher Gibbons, 1653.
- Música para la coronación de Carlos II, 1661.
- La tempestad, música de escena sobre la obra de William Shakespeare, 1667 : obertura, intermezzos, canon final.
- Macbeth, 1672, también atribuido a Henry Purcell.
- La máscara de Orfeo, música de escena, 1673.
- Psyché, posiblemente la primera ópera inglesa (u opereta), sobre un libreto de Thomas Shadwell, 1675.

## Discografía
- Better together, (Heinrich Ignaz Franz von Biber, Matthew Locke, y otros).Il Giardino armónico, Audio CD 1999 - Teldec - ASIN:B00000HZOC